# Ghetoul Gherla
Lagărul de concentrare de la Gherla (atunci județul Someș) a fost amplasat lângă fabrica de cărămidă de la periferia orașului. La Gherla au fost concentrați aproximativ 1.600 de evrei, din care 400 din Gherla, iar restul din comunitățile din jur. 
Spre deosebire de ghetouri din interiorul localităților, lagărele au fost înființate la periferia ori în afara acestora, de obicei pe terenul unor fabrici dezafectate, în câmp deschis sau în pădure. Majoritatea deținuților din lagăre au fost ținuti sub cerul liber și au înfruntat lipsa apei, a hranei si a condițiilor elementare de igienă. Deținuții erau izolați de populația din exterior, lagărele fiind împrejmuite de șanțuri sau sârmă ghimpată și păzite de poliție sau jandarmerie.
Comandantul lagărului a fost Iványi András, comisarul-șef al poliției locale.
Majoritatea celor concentrați au rămas sub cerul liber iar deoarece nu exista apă potabilă aceștia au fost obligați să consume apă din bălți. Mulți deținuți s-au îmbolnăvit fiind ținuți în aceste condiții inumane.
Deținuții au fost transferați la data de 18 mai 1944 în lagărul din Cluj.